# Démographie d'Haïti
Cet article contient des statistiques sur la démographie d'Haïti.

## Évolution de la population
En 1790 la population de la colonie comprenait environ 500 000 habitants dont 38 360 d'origine européenne et 28 370 gens de couleur libres, la plupart mulâtres.
Près de 20 000 réfugiés français de Saint-Domingue ont fui en Amérique dans les années 1789 à 1806 durant la révolte des esclaves et la guerre de l'indépendance. Avant de rétablir l'esclavage, Jean-Jacques Dessalines, ordonna le massacre des derniers colons, soit près de 5000 français.
Dans les années 1880, elle comprenait environ 570 000 habitants.
La population d'Haïti est estimée à 10 911 819 habitants en 2015 dont environ 52 % vivent en milieu urbain. La grande majorité de la population est de religion chrétienne. Haïti est le pays le plus peuplé des Caraïbes, devant Cuba. Il a retrouvé cette place en 2020, plus de deux siècles après l'avoir perdue au profit de Cuba, au cours de la première décennie du XIXe siècle, à la suite de la révolution et de la guerre d'indépendance.

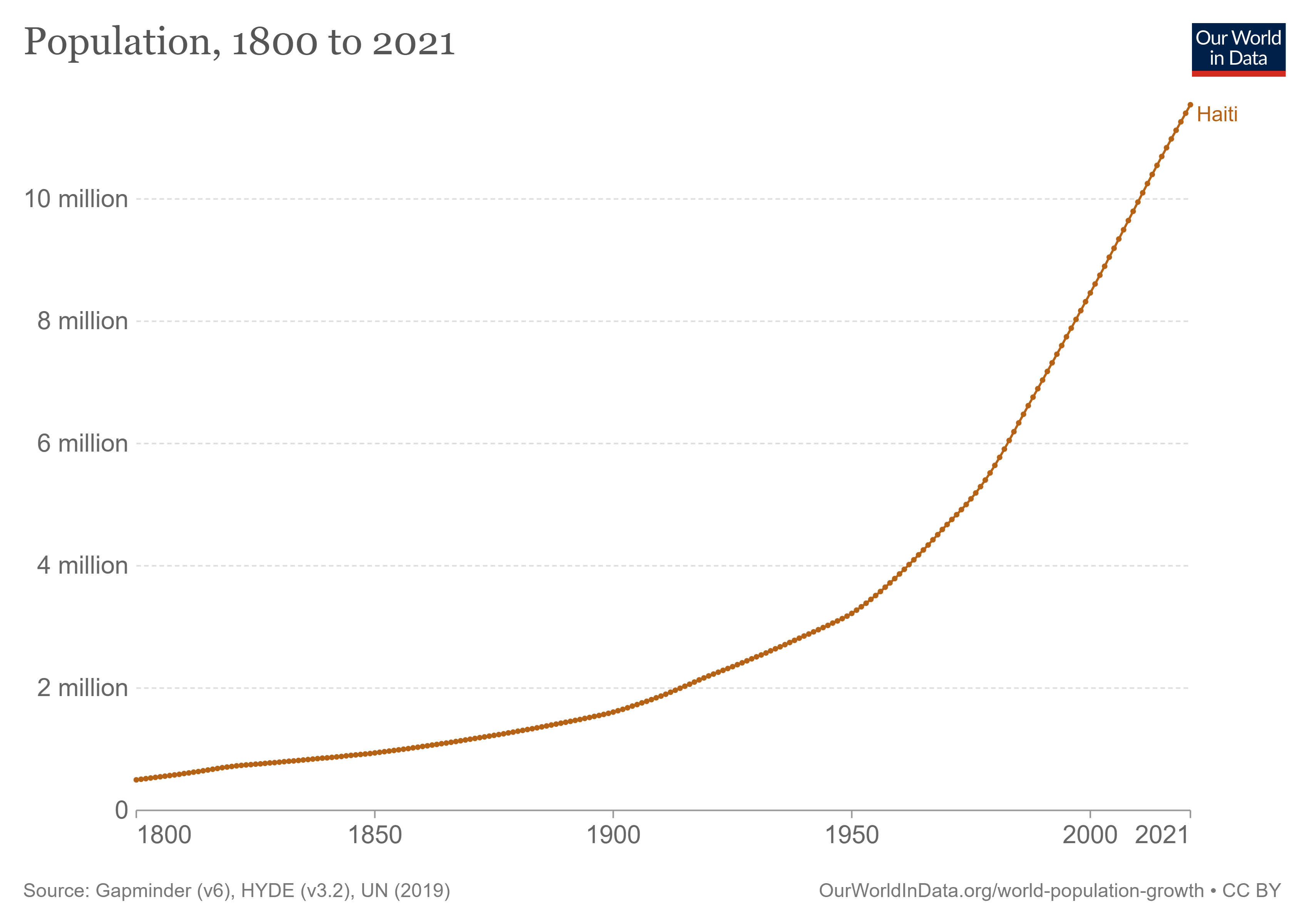
Évolution démographique

## Natalité
En 2017, le taux de fécondité d'Haïti s'élève à 3,0 enfants par femme.
|               | 2000 | 2006 | 2012 | 2017 |
| ------------- | ---- | ---- | ---- | ---- |
| Milieu urbain | 3,3  | 2,8  | 2,6  | 2,1  |
| Milieu rural  | 5,8  | 5,0  | 4,4  | 3,9  |
| Total         | 4,7  | 4,0  | 3,5  | 3,0  |